# Goryphus bivaki
Goryphus bivaki är en stekelart som beskrevs av Jonathan och Gupta 1973. Goryphus bivaki ingår i släktet Goryphus och familjen brokparasitsteklar. Inga underarter finns listade i Catalogue of Life.